# Петров, Пёохон
Пёохон Петро́в (бур.  Петруунхай Пёохон; 1866 — 1943) — бурятский улигершин, сказитель народных эпосов-улигеров.

## Биография
Пёохон Петров родился в улусе Хадахан близ Балаганска, ныне село в Нукутском районе Усть-Ордынского Бурятского округа. Его отец Петруунха Бааниев (Петр Иванов) был известным улигершином и передал знания сыну.
Пёохон Петров знал до двадцати больших эпических произведений, суммарным размером более 100 тысяч стихотворных строк. А также десятки сказок, легенд, преданий, пословиц, поговорок, загадок, шаманских песнопений и призывов. Был знатоком шаманских обрядов и народных обычаев. Знал историю бурятских и монгольских родов и племён. Был гидом колхозного краеведческого музея. Не обладая певческим голосом, П. Петров не пел улигеры, а декламировал как стихи.
Фольклор Петрова записывали  Р. Ф. Тугутов, С. П. Баддаев, А. И. Шадаев. В начале 1940-х годов И. Н. Мадасон записал у Петрова 12 537 стихотворных строк. Записанный И. Н. Мадасоном текст «Гэсэра», в его унгинской версии, был издан в Улан-Удэ в 1960 году в виде академического издания. Перевод на русский язык и комментарии А. И. Уланова.
В 1959 году в Улан-Удэ был издан унгинский вариант «Гэсэра» («Абай Гэсэр хүбүүн») от П. Петрова в  литературной обработке Н. Балдано. Этот вариант дважды издавался в Москве в издательстве «Художественная литература» (1968, 1973) в переводе С. И. Липкина.

## Издания
Также издавались сказительные варианты «Гэсэра» в изложении П. Петрова:
- «Держава утренних жаворонков», Москва, 1968, перевод С. Липкина.
- «Карающий меч Гэсэра»,  Улан-Удэ, 1964 год, 1969 год, 1994 год в пересказе М. Степанова.
- Полный поэтический перевод «Гэсэра» в переводе В. Солоухина,  Улан-Удэ, 1986 год, Москва, 1988 год.
- «Великий Гэсэр», Москва 1999 год, перевод  А. Преловского.

## Память
В августе 1991 года в родном селе П. Петрова, Хадахане, начались празднования 1000-летия эпоса «Гэсэр».
В 1993 году был снят документальный фильм о П. Петрове «Улигершин».